# قسم كنار شهر الريفي (مقاطعة بردسكن)
قسم كنار شهر الريفي (بالفارسية: دهستان کنارشهر) هي منطقة ريفية تقع في إيران في خراسان رضوي. يقدر عدد سكانها بـ 5,065 نسمة .